# Can't Stop Feeling
«Can't Stop Feeling» es una canción de la banda británica Franz Ferdinand, lanzada por la discográfica Domino Records en 2009.
Pertenece al disco "Tonight: Franz Ferdinand" el tercer disco de estudio de Franz Ferdinand, la letra es de Alex Kapranos, Nick McCarthy, producido por Dan Carey. Tiene un vídeo del 1 de julio de 2009, grabado en Glasgow, Escocia (lugar de origen de la banda), en el que se puede ver a los cuatro integrantes de la banda Alex Kapranos (voz, guitarra y teclados), Nick McCarthy (guitarra rítmica, teclados y voz), Bob Hardy (bajo y coros) y Paul Thomson (batería, percusiones y coros).
Se anunció a través del sitio web de la banda el 20 de mayo que “Can't Stop Feeling” sería el cuarto y siguiente sencillo de este álbum lanzado el 6 de julio. En vivo es interpretada junto al tema “I Feel Love”.

## Lista de canciones
| Can't Stop Feeling |                                                  |          |  |
| N.º                | Título                                           | Duración |  |
| 1.                 | «Can't Stop Feeling»                             | 3:30     |  |
| 2.                 | «Can't Stop Feeling» (con “I Feel Love” en vivo) | 6:30     |  |

| Descarga digital |                                                     |          |  |
| N.º              | Título                                              | Duración |  |
| 1.               | «Can't Stop Feeling»                                | 3:05     |  |
| 2.               | «All My Friends» (cover de LCD Soundsystem)         | 5:35     |  |
| 3.               | «Can't Stop Feeling» (Emperor Machine Remix)        | 8:04     |  |
| 4.               | «Can't Stop Feeling» (Emperor Machine Instrumental) | 7:57     |  |
| 5.               | «Can't Stop Feeling» (WhoMadeWho Remix)             | 5:46     |  |

## Posicionamiento
| Lista (2009)                                | Número |
| ------------------------------------------- | ------ |
| Bélgica (Flandes) (Ultratip Bubbling Under) | 19     |
| Francia (SNEP)                              | 69     |
| Italia (FIMI)                               | 47     |
| Polonia (ZPAV)                              | 24     |